# 黒森山 (鹿角市)
黒森山（くろもりやま）は、秋田県鹿角市十和田大湯地区にある標高546mの山である。

## 概要
m。大湯温泉郷を代表する山である。山麓一帯は黒森山公園となっており、児童生徒の遠足に利用される。
山頂付近には黒森山神社があるほか、南側山麓にかけて大湯温泉スキー場がある。
また、南側山麓にはゴルフ練習場や、秋田県鹿角市遺跡詳細分布調査報告書記載の黒森山麓竪穴群遺跡・小黒森遺跡（縄文時代）などの遺跡がある。
山内へは、大湯温泉スキー場の手前から左へ分岐する作業道が設けられている。